# 蝼

一隻土蝼，偶然间流露出吃人的眼神

蝼，又称土蝼，是一个中国神话的野兽。

## 概述
最初出现于《山海經》中，文中提到昆仑山是天帝在下界的都邑，土蝼就生活在这里。它的形状像羊，却长着四只角，这种凶恶的野兽见人就吃。还有一种记载，把“蝼”字写作“褛”，说它的四只角非常尖锐，触到什么东西，那就难以活命。
此外在《竹書紀年註》与《魏公卿上尊號奏》也有记载。